# FC Bayern München (sakk)
Az FC Bayern München sportegyesületének a sakk osztálya 1980-ban alakult meg. Az osztály rendelkezik egy férfi és egy női csapattal.

## Történelem
Az FC Bayern München sportegyesületének sakk osztálya 1980-ban alapult meg az egyesület és az 1908-ban alapult Münchener Schachclub Anderssen sakk csapat egyesülését követően. A sakk osztály pénzügyi támogatását Heinrich Jellissen veszi át, akit megválasztanak az osztály elnökévé. A sakk-klub hamarosan Németország egyik legsikeresebb klubja lett.
A sakk osztály férfi csapata 1983 és 1995 között élte aranykorát: 9 alkalommal nyerte meg a német sakkbajnokságot és 10 alkalommal nyerte meg a német villámsakkbajnokságot, valamint 1992-ben Solingenben megnyerte a Sakk-klubok Európa-kupáját. Ebben a korszakban olyan nagymesterek voltak a klub tagjai, mint Robert Hübner, Artur Juszupov vagy a magyar Ribli Zoltán.
Heinrich Jellissen 1994 decemberi hirtelen halála nemvárt fordulatokat okozott a sakk osztálynál. Az egyesület újdonsült elnökévé az egykori aranylabdás labdarúgó Franz Beckenbauert választották meg, aki korlátozta a pénzügyi költségvetéseket és inkább a labdarúgásba fektetett, így a férfi csapatot kizárták az Oberliga Bayern-be. Az 1999-2000-es szezonban a férfi csapat feljutott a másodosztályba, majd 2008-ban az elsőosztályba. 2002-ben a női csapat is feljutott az első osztályba. 2011-ben a férfi csapat története során 11. alkalommal nyeri meg a német villámsakkbajnokságot. (Az OSG Baden-Baden csapatával megosztott rekordnak számít.) 2010-ben az egyesület 107 taggal rendelkezik.

## Eredmények

### Férfiak
- Német sakkbajnokság
  - Bajnok (9): 1983, 1985, 1986, 1989, 1990, 1991, 1992, 1993, 1995 (megosztott rekord a OSG Baden-Baden csapatával)

- Német villámsakkbajnokság
  - Bajnok (11): 1984, 1985, 1987, 1988, 1989, 1990, 1991, 1992, 1993, 1994, 1995, 2011 (rekord)

- Német sakk örökranglista: ötödik hely

- Sakk-klubok Európa-kupája
  - Győztes (1): 1992

### Nők
- Német sakkbajnokság másodosztály
  - Feljutás (2): 2002